# Episodi de La casa del guardaboschi (diciottesima stagione)
La diciottesima stagione della serie televisiva La casa del guardaboschi è in onda dal 3 gennaio 2007 al 6 aprile 2007 sul canale ZDF.
| nº | Titolo originale      | Titolo italiano        | Prima TV Germania | Prima TV in italiano |
| -- | --------------------- | ---------------------- | ----------------- | -------------------- |
| 1  | Alte Heimat, ganz neu | Decisioni difficili    | 3 gennaio 2007    |                      |
| 2  | Atemnot               | Primo giorno a Kublach | 5 gennaio 2007    |                      |
| 3  | Ganz oder gar nicht   | La festa campestre     | 12 gennaio 2007   |                      |
| 4  | Wolfsrudel            | Amori in corso         | 19 gennaio 2007   |                      |
| 5  | Nestwärme             | Stratagemma            | 26 gennaio 2007   |                      |
| 6  | Ausgetrickst          |                        | 2 febbraio 2007   |                      |
| 7  | Paparazzi             |                        | 9 febbraio 2007   |                      |
| 8  | Belastungsprobe       |                        | 16 febbraio 2007  |                      |
| 9  | Schonzeit             |                        | 23 febbraio 2007  |                      |
| 10 | Bürokratie            |                        | 2 marzo 2007      |                      |
| 11 | Anfang und Ende       |                        | 9 marzo 2007      |                      |
| 12 | Verlorener Sohn       |                        | 16 marzo 2007     |                      |
| 13 | Goldrausch            |                        | 23 marzo 2007     |                      |
| 14 | Hoch gepokert         |                        | 30 marzo 2007     |                      |
| 15 | Liebesbeweis          |                        | 6 aprile 2007     |                      |

## Decisioni difficili
- Titolo originale: Alte Heimat, ganz neu
- Diretto da:
- Scritto da:

### Trama
Stefan Leitner vive in Canada col padre Wolfgang e la figlia Jenny. Ma non ha mai dimenticato il paese natale Kublach, in Baviera. Decide tuttavia di vendere la vecchia casa di famiglia e così parte con la figlia, per la Germania. A Kublach. Tra gli altri incontra Sonja, medico del paese, che a Stefan, per la prima volta, dopo la morte della moglie, sembra interessare molto.

## Primo giorno a Kublach
- Titolo originale: Atemnot
- Diretto da:
- Scritto da:

### Trama
Decisi a rimanere a Kublach, Stefan indice una riunione con gli agricoltori del luogo per presentarsi come nuovo guardaboschi, ma quasi nessuno partecipa. Improvvisamente Jenny, Gassner ed altri, manifestano disturbi alle vie respiratorie. Stefan scopre che si tratta di allergia alla processionaria della serbia, Wolfgang, il paese di Stefan arriva all'improvviso a Kublach e decide di restare.

## La festa campestre
- Titolo originale: Ganz oder gar nicht
- Diretto da:
- Scritto da:

### Trama
Vicino al lago c'è un bosco dove ogni anno si tiene la tradizionale festa Campestre di Kublach. Beireuter, pensando al suo interesse, ordina di tagliare quegli alberi. Wolfgang organizza un si-tin per impedire che lo faccia, mettendo in grave imbarazzo Stefan, ma tutto il paese appoggia con entusiasmo Wolfgang.

## Amori in corso
- Titolo originale: Wolfsrudel
- Diretto da:
- Scritto da:

### Trama
Il lupo salvato da Stefan nei suoi primi giorni a Kublach, non è stato accettato dal branco, anzi viene aggredito e azzannato dai suoi simili. Il piccolo Daniel, figlio di Markus e Anna, non vedendo i genitori all'uscita dell'asilo, si avventura per il bosco e si perde, mettendo in angoscia la comunità di Kublach. Tra Stefan e Sonja forse nascerà una storia d'amore.

## Stratagemma
- Titolo originale: Nestwärme
- Diretto da:
- Scritto da:

### Trama
Scoppia una disputa, anzi, una vera lite tra Kreidtmayr e Sailer, perché il primo non permette al secondo di transitare per una strada che attraversa il suo campo. le cose si complicano e Stefan, prende in mano la situazione, riportando la pace fra i 2 contendenti. Jenny riesce a superare l'esame per il patentino.